# Adrian Carton de Wiart
Sir Adrian Carton de Wiart, VC, KBE, CB, CMG, DSO, britanski general belgijsko-irskega porekla, * 5. maj 1880, Bruselj, Belgija, † 5. junij 1963, Irska.
Wiart velja za enega najbolj znanih oseb v britanski vojaški zgodovini; bil je znan po pogumu, svojemu nevsakdanjemu značaju, dolgemu življenju,... Evelyn Waugh ga je uporabil za model lika Brigadier Ben Ritchie Hook v trilogiji Meč časti.